# A Ilha do Terrível Rapaterra
A Ilha do Terrível Rapaterra é um filme brasileiro de 2006, do gênero fantasia dirigido e escrito por Ariane Porto. O filme conta a aventura de um grupo de crianças que juntas tentam defender o litoral de sua cidade contra o terrível Raparaterra, o qual planeja destruir a mata e poluir o oceano. Além do elenco infantil, é protagonizado por Lima Duarte, Arlete Salles, Tadeu Mello e Augusto Pompeo.

## Sinopse
O terrível vilão Rapaterra (Lima Duarte) devasta a natureza do litoral de São Paulo. Não satisfeito, decide se apoderar do único bem que ainda não possui: as histórias do litoral. Para isso, seqüestra Dona Tude (Arlete Salles), contadora de histórias da região. Este é o ponto de partida para as aventuras ecológicas de um bando de crianças que tenta salvar Dona Tude e vencer Rapatera, contando com a ajuda de animais ameaçados de extinção. Entre eles, estão o caranguejo guaiá (Tadeu Mello) e o macaco-prego (Augusto Pompeo).

## Elenco
- Lima Duarte como Rapaterra
- Arlete Salles como Dona Tude
- Tadeu Mello como Guaiá, o homem-caranguejo
- Augusto Pompeo como Macaco-Prego
- Carolina Rocha como Binta
- Marcelo Werá Macena como Poty
- William Tupã Macena como Karai
- Chrystopher Lion Baesse Moran como Tião
- Bárbara Vargas Neves como Ciça
- Renata Ozório Nunes como Taia
- Bruna Palumbo M. dos Santos como Duda
- Allan dos Santos como Zeca
- Lília Fialho como Maria
- Nicole de Almeida como Tetê

## Produção
O filme é uma produção da Raíz Produções com coprodução da Teleimage e Califórnia Filmes. A direção é de Ariane Porto, a qual já havia dirigido e produzido a série infantil Assembléia dos Bichos, em parceria com o Ministério do Meio Ambiente. A ideia do filme é trazer uma conscientização das crianças acerca da preservação e conservação do meio ambiente. Boa parte elenco é composto por atores mirins da região de São Sebastião e Caraguatatuba, no litoral paulista. Além disso, dois dos atores eram índios da aldeia Boracéia, que nunca haviam tido contato com o cinema.[carece de fontes?]

## Recepção
No 12° Prêmio Guarani de Cinema Brasileiro, em 2007, o filme recebeu uma indicação na categoria de Melhor Efeitos Visuais para Emerson Bonadias.